# Паланочка
Пала́ночка (колишні назви: Мала Паланка, Паланка Маньківська) — село в Україні, в Маньківській селищній громаді Уманського району Черкаської області. Розташоване за 18 км на південний схід від селища Маньківка та за 12 км від станції Поташ. Населення становить 475 осіб (станом на 2005 р.).

## Історія
На околицях села виявлено сліди поселення трипільської культури.
Село відоме з кінця XVI століття. Ця назва — від слова паланка — невелике укріплене місце.
Спершу так і називалося поселення — Мала Паланка, згодом — Паланка Маньківська.
Серед лісу, де розташоване село, мали притулок війська Івана Гонти. Але турки розгромили укріплення, полонивши велику кількість жителів, хоча багато їх сховалося в густих лісах. У 1673—1675 роках до колишнього укріплення повертаються біженці й відроджують село.
У 1769 році на новому місці збудовано й освячено церкву Різдва Божої Матері, православного віросповідання (у 1774 році церква була захоплена уніатами). Тоді поселенні налічувалося 122 двори, а в 1783-му їх було вже 215, тут проживало 1376 чоловіків і жінок.

У своїх «Сказаннях…» Л. Похилевич у 1864 році записав, що 
|  | Паланочка, село в 4-х верстахь от Романовки, окружено лесами; на пресечении нескольких дорог. Есть признаки давней воинской стоянки. Жителей обоего пола 792, земли 2 220 десятин. Церковь Богородичная, деревянная, 6-го класса; земли имеет указанную пропорцию; построена 1790 года. |

У 1900 році в селі Паланочка, через яке протікала тоді річка Курячий Брід, було 137 дворів; мешканців: чоловіків — 493, жінок: — 454. На той час тут діяли церква, вітряк та водяний млин. У 1901 році тут засновано церковно-приходську школу для навчання 30 хлопчиків і дівчаток.
У 1905 році Паланочка відносилася до Іваньківської волості Уманського повіту Київської губернії, у землекористуванні знаходилося 1981 десятина; на той час у селі було 233 двори. У 1913 році в поселенні мешкало 1074 особи, діяла церковно-приходська школа та кредитне товариство.
3 квітня 1917 року відбулась маніфестація. Було відслуджено панахиду по жертвах революції. Зібрали хліб і крашанки для армії і гроші на Український національний фонд. Були національні прапори з написами «Хай живе Вільна Україна» та «Вічна пам'ять павшим героям».
1 вересня 1938 року початкова школа переведена на семирічку, дітей навчали 14 учителів, із них 9 мали вишу освіту. У 1930-ті роки тут вчителювали Л. К. Криволап, Д. Т. Горбунко, А. С. Карпенко.
27 липня 1941 року село окупували німецькі війська, багато жителів пішли в партизани; вчитель місцевої школи О. Г. Гулько загинув у бою як народний месник. 7 березня 1944 року 869-й і 861-й стрілецькі поліси 294-ї стрілецької Черкаської дивізії відвоювали Паланочку.
У 1970-х роках до послуг селян були бібліотека на сім тисяч книжок, фельдшерсько-акушерський пункт, два магазини — продуктовий і промтоварний, Будинок культури на 400 місць, зведений на кошти колгоспу імені М. Островського, відділення зв'язку.

## Відомі люди
- Богайчук Степан Романович (17 квітня 1919 — 27 червня 1977) — Герой Радянського Союзу[3];
- Шевченко Опанас Григорович — Герой Соціалістичної Праці;
- Черній Віктор Петрович — доктор технічних наук.

## Галерея

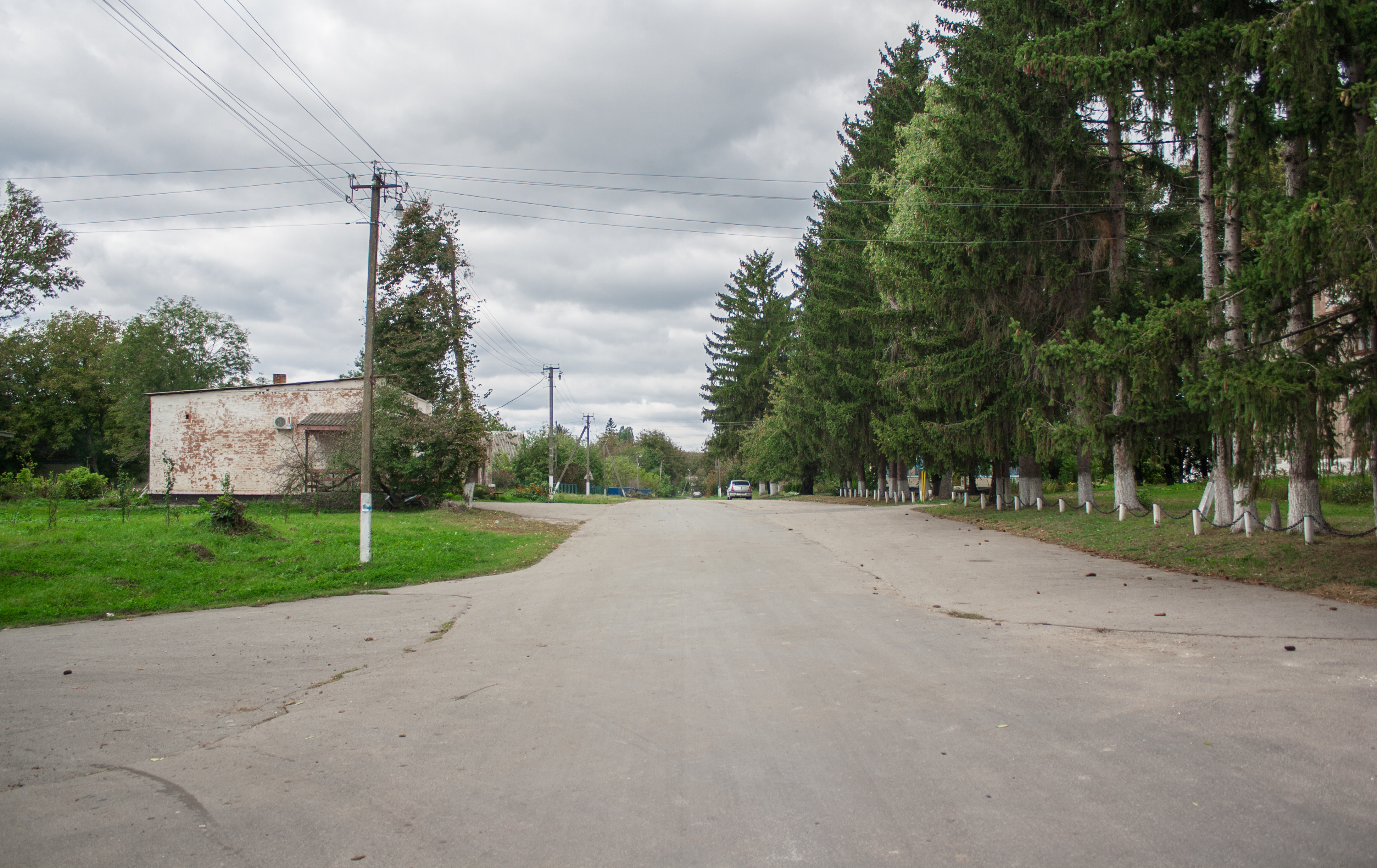
Центр села
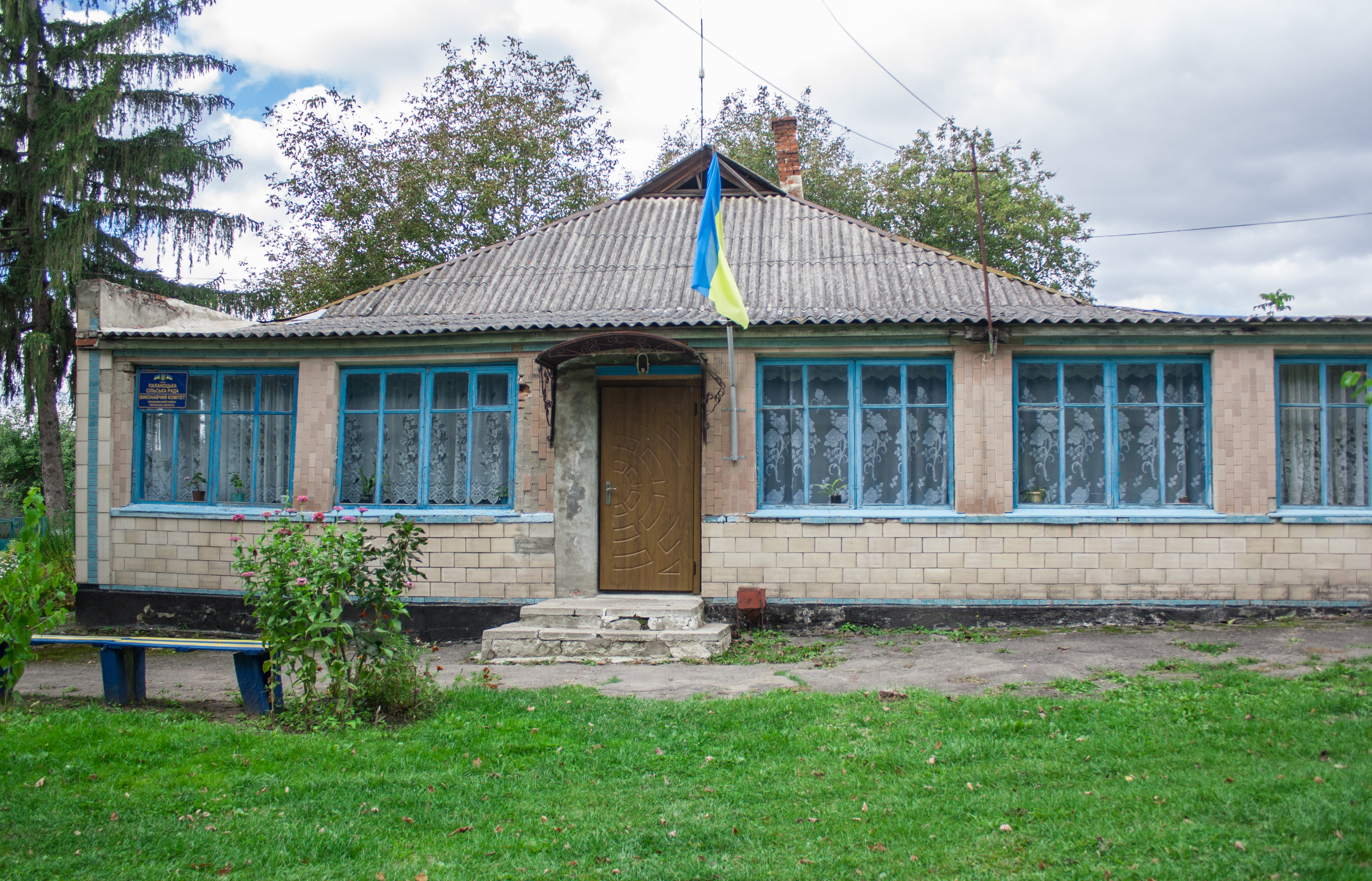
Сільська рада
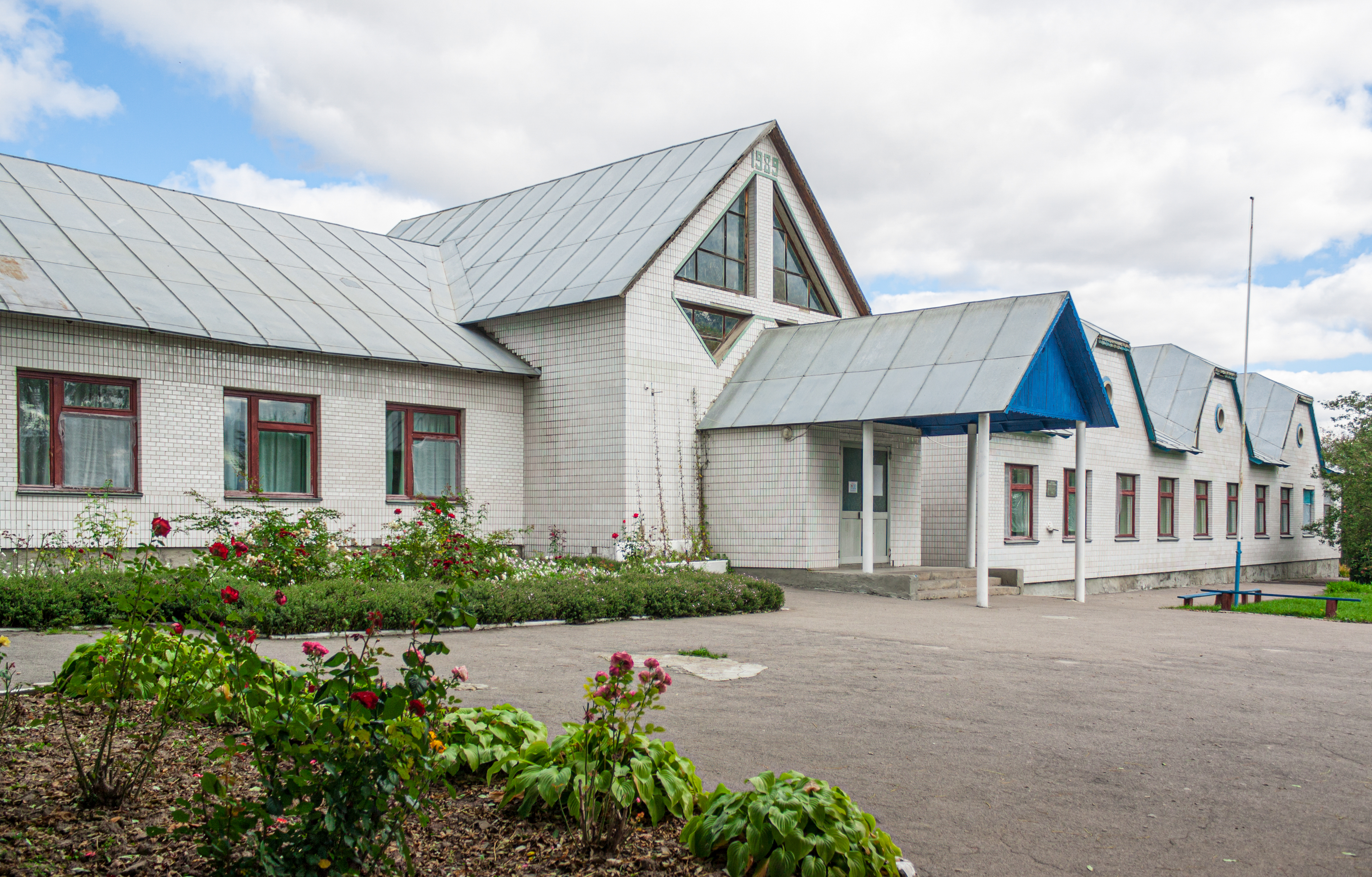
Школа
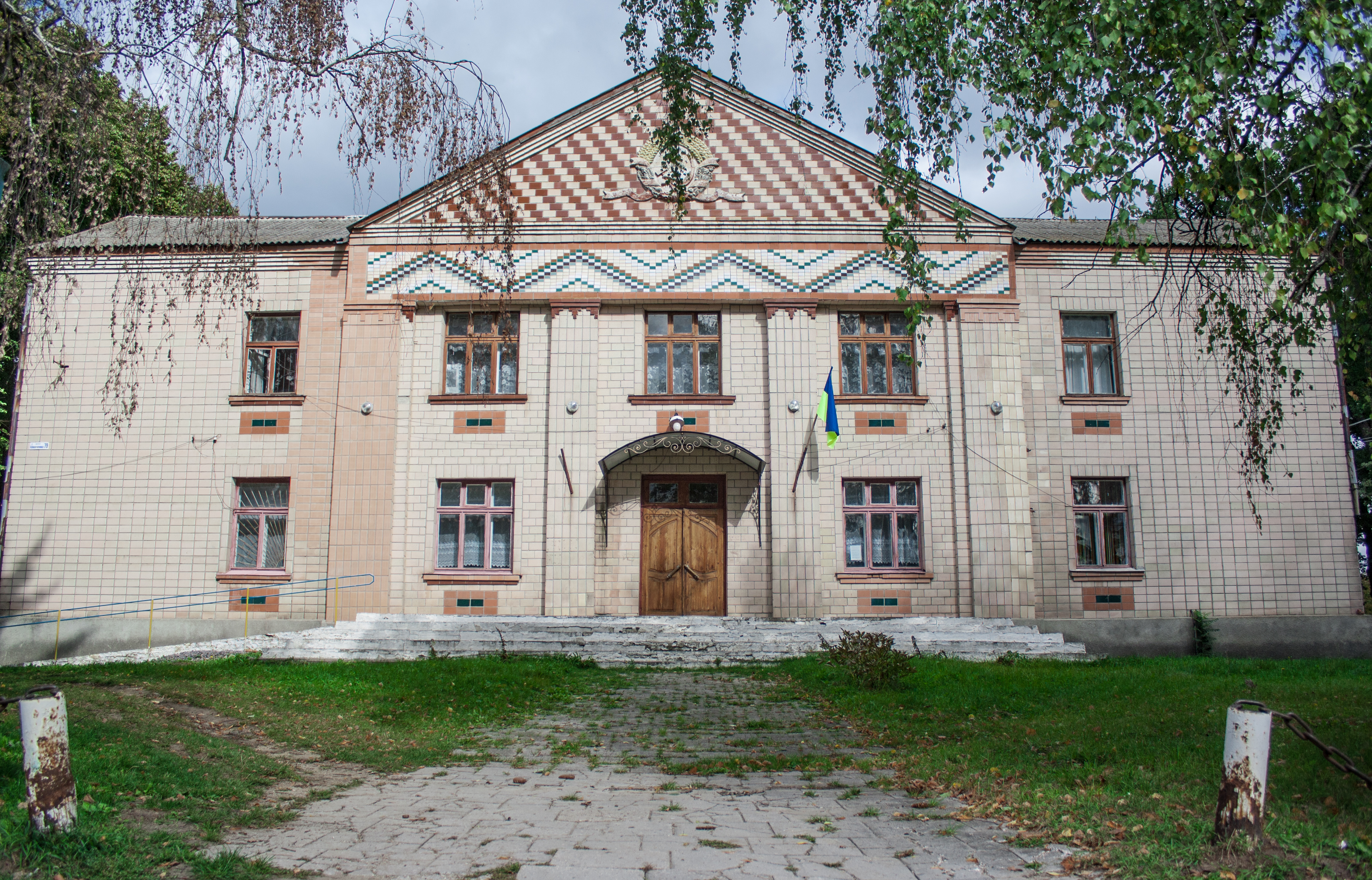
Будинок культури
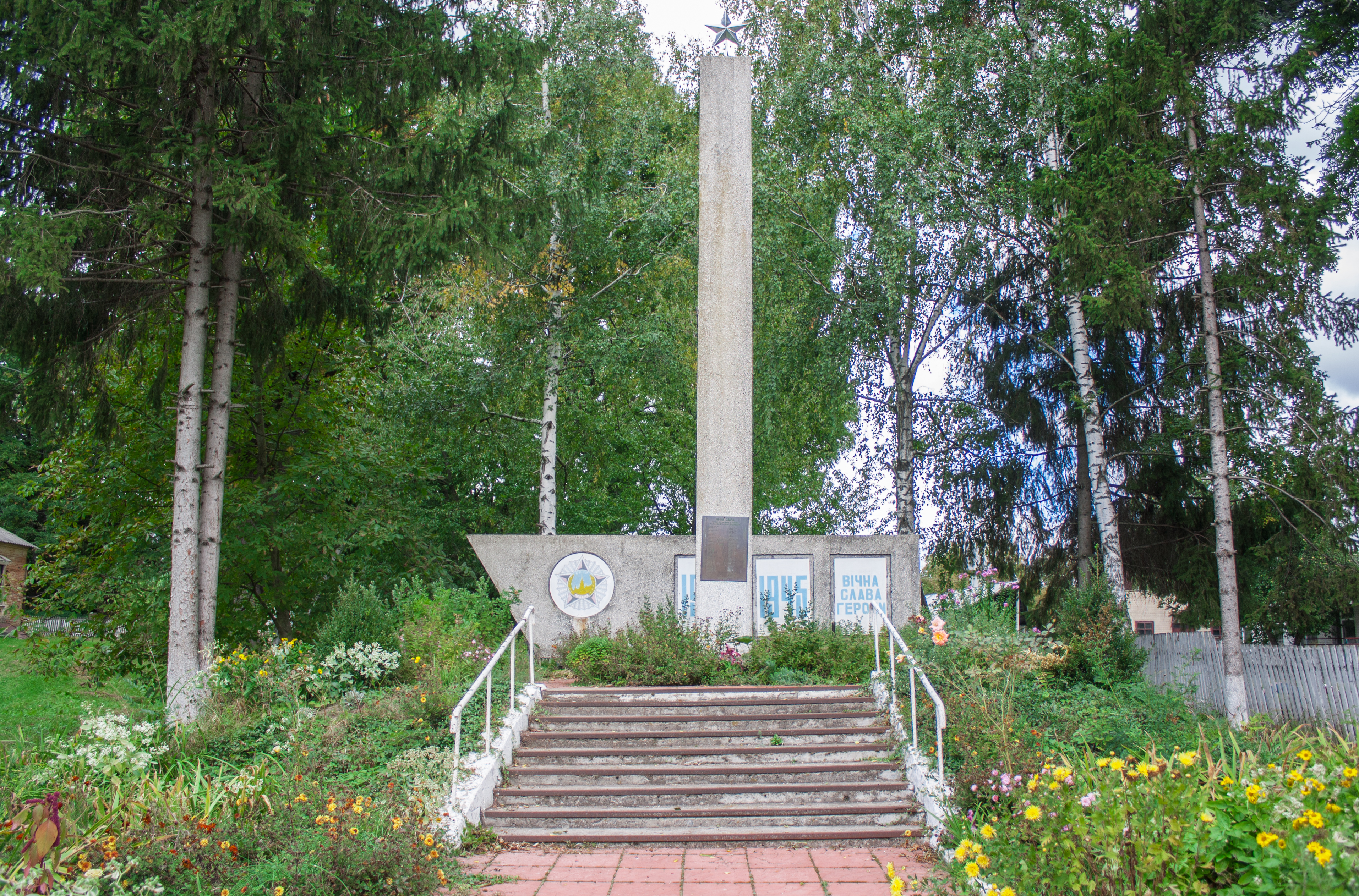
Пам'ятник воїнам-односельцям
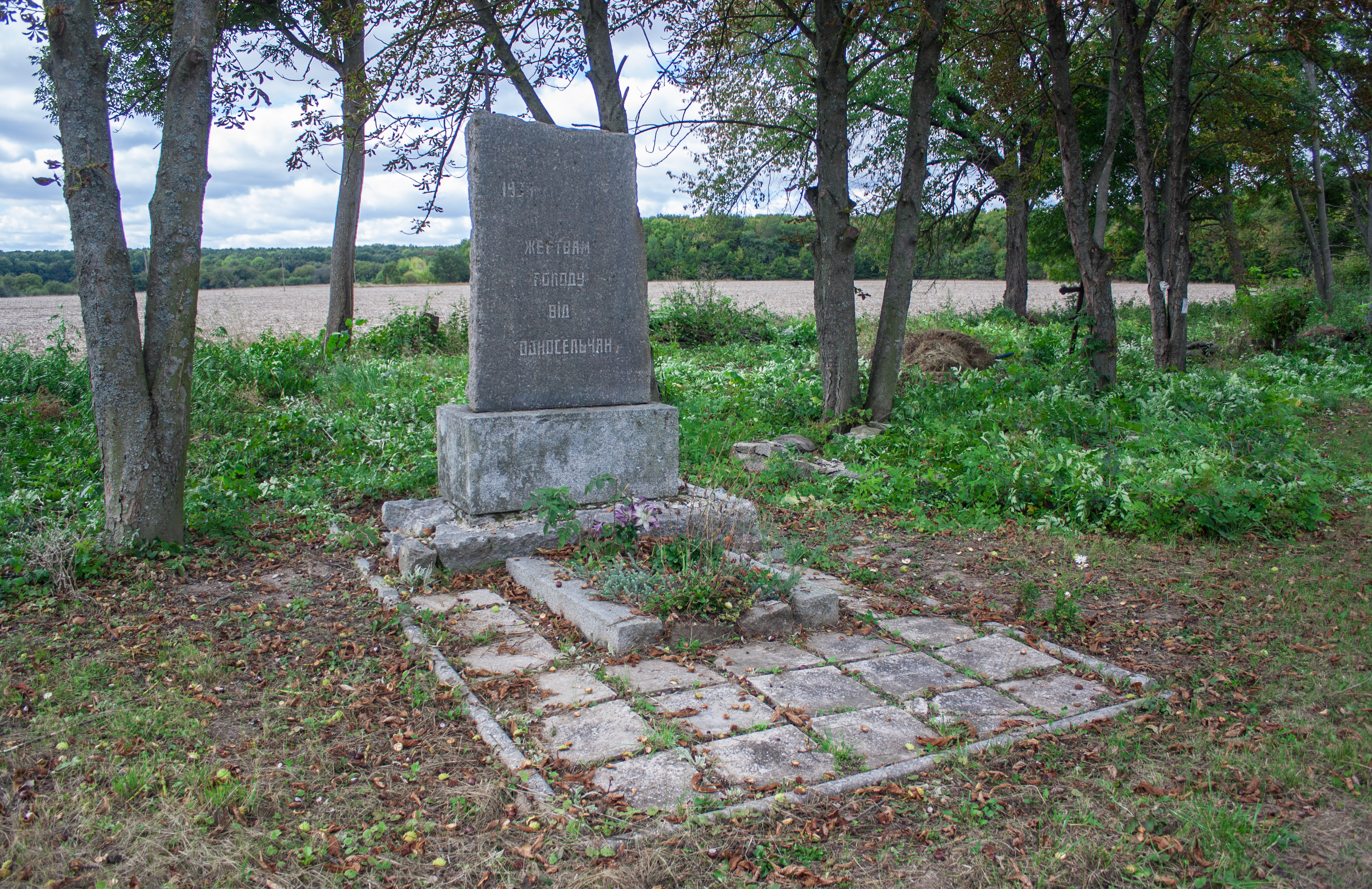
Пам’ятний знак жертвам Голодомору